# 真室亜夫
真室 亜夫（まむろ つぐお、1903年（明治36年）8月6日 - 1945年（昭和20年）5月31日）は、昭和時代前期の台湾総督府官僚、海軍司政官。

## 経歴・人物
香川県綾歌郡山田村（現・綾川町）に生まれる。松山高等学校を卒業。1927年（昭和2年）12月、高等試験行政科に合格し、1928年（昭和3年）3月、東京帝国大学法学部法律学科を卒業する。
卒業後直ちに渡台し、交通局書記逓信部庶務課に勤務。1932年（昭和7年）3月、地方理事官に進み、台北州新荘郡守に就任。1934年（昭和9年）9月、台北州内務部勧業課長に転じ、ついで拓務事務官殖産局勤務、拓務事務官管理局管理課長、企画院書記官、拓務書記官、拓殖調査部第二課長、殖産局商工課長、水産課長兼務、殖産局水産課長、殖産局水産課事務官などを経て、1942年（昭和17年）5月、海軍司政官に選任された。